# 1972 في إندونيسيا
فيما يلي قوائم الأحداث التي وقعت خلال عام 1972 في إندونيسيا.

## ظهور
- 1 يناير – إندومي

## مواليد

### أبريل
- 23 أبريل – مرشد أفندي لاعب كرة قدم إندونيسي.

## وفيات

### سبتمبر
- 24 سبتمبر – أدريان فوكر (مواليد 1887) فيزيائي هولندي.